# 1,3,7-三甲基尿酸
1,3,7-三甲基尿酸，又称三甲基尿酸和8-氧基咖啡因，是一种某些植物生产的嘌呤生物碱。在人体中，它则是咖啡因的次要代谢物，而CYP1A2、CYP2E1、CYP2C8、CYP2C9和CYP3A4等酶能将咖啡因代谢为该化合物。